# Nollte
Nollte är det ordningstal som motsvarar grundtalet noll.
Begreppet "nollte" används bland annat när man i efterhand lagt till något i början av en numrerad lista och är i svenska språket dokumenterat sedan 1924.
Med ordningstalet nollte, eller index noll, blir punkt fem den sjätte punkten vilket kan upplevas ologiskt. Det följer emellertid samma princip som uttrycket ”fem år gammal, på det sjätte”.

## Några exempel
Exempel på populära tillämpningar är termodynamikens nollte huvudsats och robotikens nollte lag. Vid hastighetsekvationer utgår man också från den nollte reaktionsordningen.
Begreppet används inom matematiken i uttryck som ”nollte potensen av a” och är vanligt inom kombinatoriken. Inom programmering används det för att referera till det första elementet i listor och vektorer som har index som börjar på 0. Det används även inom farmakokinetiken.

## I datumangivning
0 januari används ibland som alternativt namn för 31 december och i bandata. Det används också i datumformatet för kalkylprogrammet Microsoft Excel.
På samma sätt används 0 mars för den sista dagen i februari.  Formuleringen används också flera  mjukvaruprogram, bland annat ovan nämnda Microsoft Excel, som ett sätt att möjliggöra månadernas och skottårens rörliga längd. 0 mars används också ibland av astronomer som synonym för den sista dagen i februari.

## I årtal
Varken i den gregorianska kalendern eller den julianska förekommer årtalet noll. År 1 f. Kr. följs av år 1 e. Kr. I astronomisk kalenderangivelse används däremot det nollte året för att ge en mer konsekvent beräkning av tidsrymder. Det nollte året förekommer i både den buddhistiska kalendern och den hinduiska.